# Yonaguska
Yonaguska (* 1759/1760 in den Lower Towns der Cherokee im Grenzgebiet zwischen North Carolina und Georgia; † April 1839 in Soco, North Carolina) auch unter Drowning Bear (dt. Ertrinkender Bär, englische Bedeutung seines Stammesnamens) bekannt, war ein Häuptling der Cherokee in North Carolina. Während der Vertreibung der Indianer in den späten 1830ern war er der einzige Häuptling, der in den Appalachen blieb und den Stamm des Eastern Band of Cherokee Indians aus den verbliebenen Resten der großen Cherokee Nation aufbaute.
Yonaguska war der Adoptivvater des weißen William Holland Thomas, der als Anwalt den Stamm bei Verhandlungen mit den Bundesbehörden vertrat. Außerdem kaufe Thomas Land und errichtete damit das Qualla Boundary, das Gebiet des staatlich anerkannten Stammes, das als Reservation für den Eastern Band dient. Während seines gesamten Lebens war Yonguska ein Reformer und Prophet, der die zerstörerische Gier der weißen Siedler nach Land erkannte und die Konsequenzen des Alkohols für sein Volk sah und diesen nach einer Vision 1918 vom Land der Cherokee verbannte.

## Kindheit und Jugend
Yonaguska wurde um 1759/1760 in den Cherokee Lower Towns im Grenzgebiet der heutigen Bundesstaaten North Carolina und Georgia geboren, der genaue Geburtsort und das Datum sind nicht bekannt. Gemäß der matrilinearen Erbschafts- und Abstammungsregeln der Cherokee wurde Yonaguska dem Clan seiner Mutter zugeordnet und erlangte dort seinen Status. Als 12-Jähriger hatte Yonaguska eine Vision, nach der die euro-amerikanischen Siedler die Lebensweise der Cherokee zerstören würde, jedoch schenkten die Erwachsenen ihm keine Aufmerksamkeit. Als 17-Jähriger wurde er Zeuge der Zerstörungen durch Griffith Rutherford und seiner North Carolina Miliz, die 36 Dörfer der Cherokee niederbrannten. Die Cherokee hatten sich während des Unabhängigkeitskrieges mit den Briten verbündet und die Kolonialisten versuchten die Cherokee von Eingriffen in das Revolutionsgeschehen abzubringen und sie zu entmutigen.
Yonaguska wurde als außergewöhnlich gutaussehender Mann beschrieben, stark gebaut und rund 1,90 Meter groß. Als junder Mann litt er unter Alkoholsucht. Gemeinsam mit seiner Frau adoptierte er den vaterlosen euro-amerikanischen William Holland Thomas, der im Handelsposten in Qualla Town arbeitete. Er gab Thomas den Namen will-usdi (dt. Kleiner Will), lehrte den Jungen die Sprache und die Traditionen der Cherokee.

## Rolle als Anführer
1819, als Yonaguska 60 Jahre alt war, wurde er ernsthaft krank. Er hatte eine Vision, von der er seinen Leuten nach seiner Erholung berichtete. Die Nachricht aus der Geisterwelt besagte, dass die Cherokee nie wieder Whiskey trinken sollten, und Whiskey verboten werden sollte. Er ließ Thomas ein Versprechen niederschreiben, nachdem die Cherokee von Qualla Town in Zukunft auf den Genuss von Alkohol verzichten. Yonaguska unterschrieb als Erster, danach die anderen Häuptlinge der Clans und die Einwohner der Stadt. Bis zu seinem Tod 1839 verbannte das Eastern Band of Cherokee Indians den Alkohol, die wenigen Cherokee, die sich nicht an das Versprechen hielten, ließ Yonaguska auspeitschen.
Während des frühen 19. Jahrhunderts versuchten Beauftragte der Bundesbehörden Yonaguska zu überreden die Cherokee nach Westen, jenseits des Mississippi River zu führen. Er widerstand allen ihren Bemühungen und erklärte, die Cherokee wären sicherer in ihren Bergen und gehörten auf das Land ihrer Ahnen. Andere Häuptlinge unterschrieben den Vertrag von 1819, mit dem sie das Cherokeeland entlang des
Tuckasegee River verkauften. Zu der Zeit erhielt Yonaguska ein 2,5 Quadratkilometer großes Areal in der Flussbiegung zwischen Ela und Bryson City, auf diesem Gebiet lag auch Kituhwa der Mississippi-Kultur, das den Cherokee als ihre älteste Stadt heilig war.
Als der Druck durch die Bundesbehörden anstieg, um die Indianer des Südostens zu vertreiben, lehnte Yonaguska jedes Angebot des Landtausches oder von Subventionen ab. Nachdem er gesehen hatte, wie die euro-amerikanischen Siedler in North Carolina immer weiter nach Westen vorgedrungen waren, glaubte er nicht, dass sie jemals zufrieden sein würden. Er dachte, die Regierung würde ihre Versprechen nicht einhalten und wollte sein Land nicht verlassen nur um später wieder vertrieben zu werden.
Der Missionar Samuel Goodenough arbeitete mit Elias Boudinot zusammen, um das Matthäus-Evangelium in Cherokee zu übersetzen und zu drucken. Yonaguska bestand darauf, alle Schriften zu kontrollieren, ehe sie unter den Cherokee verteilt wurden. Er sagte über das Evangelium:
Well, it seems a good book - strange that the white people are no better, after having had it so long.
Nun, dies scheint ein gutes Buch zu sein - merkwürdig dass die weißen Menschen nicht besser sind, nachdem sie es schon so lange haben.
Yonaguska erlaubte die Verteilung unter seinem Volk, auch wenn er selbst kein Interesse am Christentum zeigte.

## Eastern Band of Cherokee Indians
Die Verträge von 1817 und 1819 mit der Regierung reduzierte das Gebiet der Cherokee Nation auf North Carolina und sie mussten ihr Land zugunsten der weißen Siedler aufgeben. 1824 sammelte Yonaguska die verbliebenen Cherokee außerhalb der neuen Grenzen. Sie siedelten gemeinsam am Soco Creek auf Land das sein Adoptivsohn Thomas für sie gekauft hatte. Obwohl Teil des Stammes, galt Thomas vor dem Gesetz als Weißer und durfte legal Land erwerben. Ebenso konnte er Indianern erlauben auf seinem Land zu leben. Das Land, das Thomas für den Stamm erwarb, wurde zum zentralen Teil des Qualla Boundary, das heute als Stammesgebiet des staatlich anerkannten Eastern Band of Cherokee Indians gilt.

## Tod
Kurz vor seinem Tod im April 1839 wurde Yonaguska in das Dorfhaus in Soco getragen, dort sprach er das letzte Mal zu seinem Stamm. Er machte Thomas zu seinem Nachfolger als Häuptling und warnte sie davor, ihr Land jemals zu verlassen. Dann wickelte er seine Decke um sich, legte sich ruhig zurück und starb. Er hinterließ zwei Frauen und eine Reihe von Kindern. Yonaguska wurde neben dem Soco Creek beerdigt, etwa eine Meile unterhalb der alten Mazedonischen Mission. Ein Steinhaufen markiert die Stelle.